# Luciobarbus guiraonis
Luciobarbus guiraonis là một loài cá trong họ Cyprinidae. Chúng thuộc chi Luciobarbus theo phân loại IUCN, tuy nhiên chi này thường được xem như là một phân chi của chi Barbus.